# Równanie Einsteina

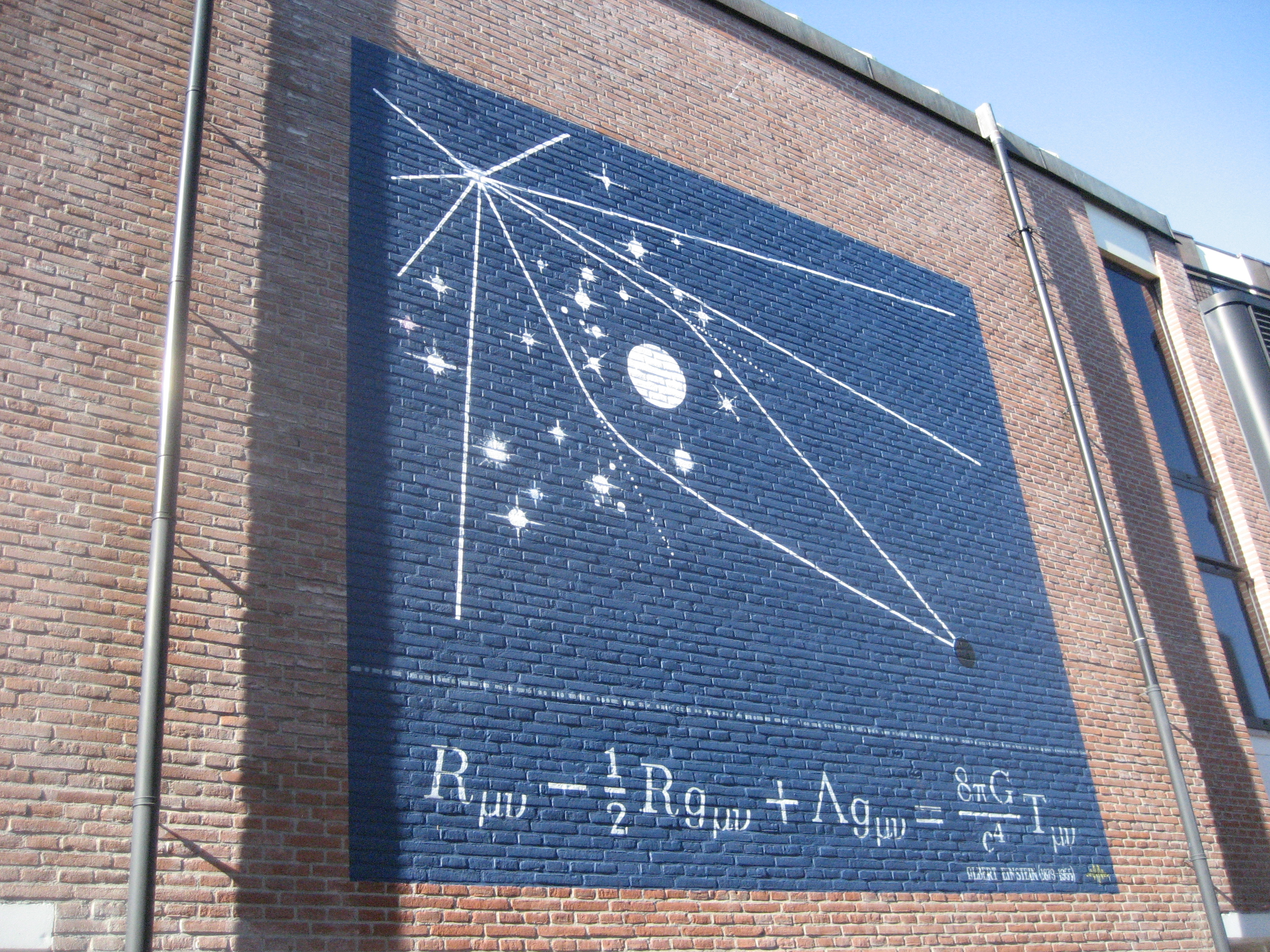
Schemat soczewkowania grawitacyjnego z równaniem Einsteina na ścianie Muzeum Boerhaave w Lejdzie (Holandia) namalowany przez Stichtinga Tegenbeelda.

Równanie Einsteina – równanie pola ogólnej teorii względności, zwane też równaniem pola grawitacyjnego.
Równanie to ma następującą postać:
{\displaystyle R_{\mu \nu }-{\frac {1}{2}}g_{\mu \nu }R+\Lambda g_{\mu \nu }={\frac {8\pi }{c^{4}}}GT_{\mu \nu },}
gdzie:
{\displaystyle R_{\mu \nu }} – tensor krzywizny Ricciego,
{\displaystyle R} – skalar krzywizny Ricciego,
{\displaystyle g_{\mu \nu }} – tensor metryczny,
{\displaystyle \Lambda } – stała kosmologiczna,
{\displaystyle T_{\mu \nu }} – tensor energii-pędu,
{\displaystyle \pi } – liczba pi,
{\displaystyle c} – prędkość światła w próżni,
{\displaystyle G} – stała grawitacji.
Natomiast {\displaystyle g_{\mu \nu }} opisuje metrykę rozmaitości i jest tensorem symetrycznym 4 × 4, ma więc 10 niezależnych składowych.
Jest to równanie tensorowe, jednak rozbijając tensor na składowe, można otrzymać z niego układ równań liczbowych. Biorąc pod uwagę dowolność przy wyborze czterech współrzędnych czasoprzestrzennych, liczba niezależnych równań wynosi 6.
Powyższa postać równania przedstawiona jest przy użyciu konwencji znaków tensora metrycznego {\displaystyle (+\,{-}\,{-}\,{-})} stosowanej często w polskiej literaturze. Konwencja ta nie jest jedyną możliwą. Spotyka się czasem (np. w angielskiej Wikipedii) zapis przy użyciu alternatywnej konwencji {\displaystyle (-\,{+}\,{+}\,{+}),} co prowadzi do zmiany znaku prawej strony równania.
Równanie Einsteina można rozumieć jako równanie na tensor metryczny {\displaystyle g_{\mu \nu },} który jest określony poprzez rozkład materii i energii zawarty w tensorze energii-pędu.
Pomimo prostego wyglądu równanie Einsteina jest bardzo skomplikowane. Spowodowane jest to złożoną i nieliniową zależnością tensora i skalara krzywizny Ricciego od tensora metrycznego. W konsekwencji równanie Einsteina zostało rozwiązane analityczne jedynie w nielicznych przypadkach – np. dla układów o sferycznie-symetrycznym rozkładzie masy (np. metryka Schwarzschilda).
W zastosowaniach astrofizycznych (ale nie kosmologicznych) stałą kosmologiczną można zaniedbać. Równanie Einsteina bez stałej kosmologicznej można zapisać w bardziej zwartej postaci, definiując tensor Einsteina:
{\displaystyle G_{\mu \nu }=R_{\mu \nu }-{\frac {1}{2}}R\,g_{\mu \nu },}
który jest symetrycznym tensorem drugiego rzędu będącym funkcją tensora metrycznego {\displaystyle g_{\mu \nu }.} Przechodząc do jednostek geometrycznych, gdzie {\displaystyle G=c=1,} otrzymamy równanie Einsteina w postaci:
{\displaystyle G_{\mu \nu }=-8\pi T_{\mu \nu }.}
Lewa strona równania reprezentuje krzywiznę czasoprzestrzeni określoną tensorem metrycznym. Prawa strona natomiast opisuje materię i energię wypełniającą czasoprzestrzeń. Tak więc pomimo złożonej szczegółowej formy matematycznej fundamentalne znaczenie równania Einsteina można zamknąć w stwierdzeniu: rozkład materii i energii w czasoprzestrzeni wprost i jednoznacznie określa jej krzywiznę.
Rozkład materii i energii w czasoprzestrzeni opisywany jest przez tensor energii-pędu. Każda z jego składowych określa strumień pędu na jednostkę objętości przestrzeni. Składowa 0,0 oznacza np. gęstość masy.
W zastosowaniach kosmologicznych można przyjąć przybliżony wzór:
{\displaystyle T_{\mu \nu }=(\epsilon +P)u_{\mu }u_{\nu }-g_{\mu \nu }P,}
gdzie:
{\displaystyle u} – wektor jednostkowy {\displaystyle u_{\mu }u^{\mu }=1,}
{\displaystyle \epsilon } – przestrzenny rozkład energii,
{\displaystyle P} – rozkład ciśnienia.
Wraz z równaniem linii geodezyjnych, równanie Einsteina stanowi podstawę matematycznego sformułowania ogólnej teorii względności.

## Nieliniowość równania
Równanie Einsteina jest układem 10 sprzężonych równań eliptyczno-hiperbolicznych na składowe tensora metrycznego. Nieliniowość równań odróżnia ogólną teorię względności od innych współczesnych teorii fizycznych. Na przykład równania Maxwella są liniowe tak w polach magnetycznych, jak i elektrycznych oraz w rozkładach prądów i ładunków. Podobnie równanie Schrödingera mechaniki kwantowej jest liniowe w funkcji falowej, co oznacza, że suma rozwiązań jest także rozwiązaniem.

## Rozwiązania w próżni
Pamiętając, że {\displaystyle R=g^{\mu \nu }R_{\mu \nu }} równanie Einsteina można wysumować z {\displaystyle g^{\mu \nu },} otrzymujemy:
{\displaystyle -R+4\Lambda =-\kappa T,}
gdzie:
{\displaystyle T=g^{\mu \nu }T_{\mu \nu }} – ślad tensora energii-pędu.
W próżni gdy {\displaystyle \epsilon =0} i {\displaystyle P=0} oraz gdy {\displaystyle \Lambda =0,} to rozwiązaniem równań Einsteina jest
1. przestrzeń płaska, tj. taka że {\displaystyle R_{\mu \nu }=0,} np. przestrzeń Minkowskiego,
2. rozwiązanie z metryką Schwarzschilda.

Gdy stała kosmologiczna jest różna od zera, to nawet w próżni czasoprzestrzeń ma stałą krzywiznę {\displaystyle R=4\Lambda }
(Wszechświat de Sittera). Podobnie będzie, gdy materia posiada znikający ślad tensora energii-pędu {\displaystyle T.} Taką własność ma materia ultrarelatywistyczna (gdy masa m → 0, wtedy równanie stanu daje {\displaystyle P=\epsilon /3,} przykładem jest gaz fotonowy).